# بريت هارت
بريت «هيت مان» هارت أو بريت «القاتل» هارت هو مصارع كندي ولد في 2 يوليو 1957 من عائلة هارت ذات التاريخ العريق في المصارعة الحرة.
وبدأ مشواره المهني في اتحادات المصارعة الكندية - حتى عام 1987 انتقل إلى الاتحاد العالمي للمصارعه الأكثر شهره آن ذاك وكون فريق يعرف بهارت فانديشين Hart foundation أو اتحاد عائلة الهارت مع قريبة "جم ثي أنفل نايتهارد jim "the Anvil" Nighthard إلى عام 1991 حيث انفصل عن زميلة وبدأ مشواره الفردي وحقق إنجازات كبيرة وكسب حب الجماهير في شتى أنحاء العالم وبات يعرف باكثر مصارع أحبة الجماهير على الإطلاق.

## خلافه مع السيد فنس ميكمان وحادثةمونتريال سكرو جوب
وبعد سنين من الولاء لصاحب شركة المصارعة العالمية - وبسبب قرب انتهاء عقد بريت هارت وخوف فينس مكمان من أي ينتقل إلى اتحاد منافس وهو ما زال يملك حزام البطولة - تعمد السيد مكمان في خسارة بريت هارت من المصارع الشاب شون مايكلز في عقر دار بريت هارت أي كندا وهو ما كان بريت هارت يعارضه رغم تعهده بعدم الذهاب إلى أي اتحاد آخر ومعه حزام البطولة وهذه الحادثة سميت باسم مونتريال سكرو جوب.
وأصبح هناك خلاف حاد وكبير وما زال بين بريت هارت وون مايكلز
وبعد تلك المباراة التي جرت عام 1997 - خرج بريت هارت من الاتحاد وذهب إلى الاتحاد المنافس له وهو WCW
وتدرج واخذ أكثر من مره حزام البطولة - إلى أن حصلت له اصابة في الرأس بسبب ضربة خاطئة سددها له المصارع جولدبريج بقدمه.

## اعتزاله المصارعة
وبعد الإصابة اعتزل بريت هارت رسميا المصارعة الحرة - واستمر الخلاف مع السيد فينس وكانت هناك دعواى قضائية بينهم خصوصا بعد وفاة أخوه أوين هارت في أحد البطولات بسبب سقوط خاطئ من فوق الحلبة

## الصلح مع فينس مكمان
وفي أغسطس عام 2005 تم رفع الخلاف بين بريت هارت والسيد مكمان وتم إنتاج دي في دي وثائقي عن إنجازات المصارع بريت هارت خلال مشواره المهني الحافل ويضم مقابلات مع زملائه المصارعين أيضا، وتم أول ظهور علني لبريت هارت في البطولة الكبيرة Wrestlemania سنه 2006 وتكريمه في حفل يعد سنويا للمصارعين القدامى.

## العودة للدبليو دبليو أي (2010)
في 28 ديسمبر 2009، بعد أسابيع من الجدل حول بريت هارت ومشاركته في المصارعة العالمية للترفيه (دبليو دبليو إي)، رئيس فينس ماكمان أعلن أن هارت سوف يكون الضيف المختار 4 يناير 2010 في عرض الراو.
هناك، ظهر بريت هارت لأول ظهور له في حلبة الـWWE بعد أكثر من 12 سنة من ظهوره في برنامج مع شون مايكلز وفنس مكمان عن خيانة مونتريال.شون مايكل وبريت اتفقا على هدنه بعدها وتصافحا وتعانقا، في نهاية العرض تضاهر مكمان بنهاية الخلاف بينه وبين بريت ورفع يده، لكنه ركل بريت وانهى العرض. وفي العرض الثاني من راو 1/11/2009 قال فينس مكمان ان بريت مطرود للابد، وفي عرض 2 1 10 بعد الرويال رامبل 2010 تم استدعاء بريت هارت للحلبة وبعد حديث قصير مع فينس مكمان ضرب بريت هارت فنس وحاول عمل حركة «شورت شيبر» لكن تدخل باتيستا وضرب بريت هارت وبهذا انتهى العرض ولا زالت العداوة مستمرة.
و أتى العرض الذي يليه حيث أتى المصارع جون سينا وطلب من فينس ان يحضر برت هارت للـ WWE وأيضاً سابقاً طلب منه أندرتيكر هذا الشئ وقال جون سينا أنه برت قال له أنه يريد مواجهة فينس بالراسلمينيا 26 وحاول استفزاز فينس حتى قبل هاذا وفجاً ه من بين الجمهور يحضر برت ويضرب فينس لكن يمسكوه الحراس ! وهرب وقال أنه رفض المواجهة وخرج خارجاً وحطم برت المكان كالسابق والعداوة مستمره.وبعد اسبوع ظهر بريت هارت وودع جميع المشاهدين وفي موقف السيارات حدث حادث خطير مما أدى إلى اصابة رجل بيرت.وبعد اسبوع دعى السيد مكمان بريت للحضور ورماة على الأرض وقاللة ان يريد مواجهتة في ريسل مينا لكن بريت رد عليه وقال ان بصحة ام انا.
فقال مكمان انا لن اواجهك انا سأواجه أحد معجبيك وهو جون سينا، وفاز بريت هارت على فينس مكمان في ريسلمانيا 26.

## معلومات عن بريت هارت
الطول (1,85)، الوزن (106 Kg)، المدرب (stu hart)، حركات قاضية (sharpshooter ,sipk pilediver), أغنية الدخول إلى الحلبة (Return Of the Hitman), الاعتزال. بعد مشاركة بريت هارت في فريقWWE ضد مجموعة Nexus في سمر سلام 2010 وتحديدا في العرض الذي يلي السمر سلام كان من المفترض ان يخوض كل عضو من فريق wwe ضد عضو من نكسس وكان المفروض ان بريت هارت يواجه جاستن غابرييل لكن قال مدير عام الراو المجهول ان بريت هارات مطرود.

## البطولات التي حققها
بطل الاتحاد WWE/WWF خمس مرات
بطل القارات مرتين
حقق البطولة ملك الحلبة KING OF THE RING 1991,1993
فاز برويل رومبل 1994
فاز باللقب فرق الزوجية مرتين
أفضل مباراة لعبها مع ستيف اوستن في رسيل مانيا 1997
فاز WWE Hall of Fame 2006